# Jindřich Kokrment
Jindřich Kokrment (* 20. prosince 1957 Most) je bývalý československý hokejový útočník. V roce 1983 byl draftován klubem Quebec Nordiques ve 12. kole jako 239. hráč v celkovém pořadí.

## Hráčská kariéra
Už jako junior se prosadil do reprezentace, v roce 1976 se zúčastnil Mistrovství Evropy juniorů v ledním hokeji 1976, kde tým skončil na 4. místě. Na prvním světovém šampionátu juniorů v roce 1977, který se hrál v Československu, domácí tým obsadil 3. místo.
Litvínovský odchovanec, už v sezóně 1974/1975 jako sedmnáctiletý naskočil do jednoho zápasu. Kromě povinné základní vojenské služby, kterou strávil v Dukle Jihlava, hrál zejména za litvínovský tým, kde v 80. letech se sešla silná hráčská generace (Vladimír Růžička, Arnold Kadlec, Eduard Uvíra, Petr Rosol). V Litvínově odehrál 12 sezón. Díky dosažení věku 30 let a reprezentační kariéře se mu podařilo dostat do zahraničí před rokem 1989. Byl jedním z průkopníků v britské lize, kde strávil jednu sezónu. Kariéru zakončil v malých klubech v Evropě. Největším klubovým úspěchem jsou tři druhá místa, dvakrát za Litvínov a jedenkrát za jihlavskou Duklu.
Jako reprezentant se zúčastnil dvou šampionátů, na MS 1981 ve Švédsku získal bronzovou a na MS 1982 ve Finsku stříbrnou medaili. Byl také účastníkem Kanadského poháru v roce 1981, kdy se mužstvo dostalo do semifinále.
V reprezentačním dresu odehrál celkem 76 zápasů a vstřelil 22 gólů.

### Statistiky reprezentace
| Turnaj            | Místo konání                   | Z  | G | A | B  | Umístění            | Soupisky         |
| ----------------- | ------------------------------ | -- | - | - | -- | ------------------- | ---------------- |
| MS 1981           | Švédsko (Stockholm a Göteborg) | 8  | 1 | 3 | 4  | Bronzová medaile    | Soupiska MS 1981 |
| KP 1981           | Severní Amerika                | 6  | 2 | 3 | 5  | prohra v semifinále | Soupiska KP 1981 |
| MS 1982           | Finsko (Tampere a Helsinky)    | 9  | 5 | 3 | 8  | Stříbrná medaile    | Soupiska MS 1982 |
| Celkem na MS (2x) |                                | 17 | 6 | 6 | 12 |                     |                  |

## Další kariéra
Po skončení kariéry začal podnikat, díky svému působení v německém Trieru začal vyrábět matrace pro americkou armádu. Po ukončení amerických základen v Německu firma přišla o zakázky a ukončila činnost. Na konci roku 2010 pracoval jako správce sportovního areálu v Meziboří.